# Георги Кипърски
Георги Кипърски (на гръцки: Γεώργιος Κύπρου; на латински: Georgius Cyprius) е византийски географ от началото на VII век.
Нищо не се знае за живота му, освен че е бил византийски грък, роден в Лапитос на остров Кипър. Известен е със своето Descriptio orbis Romani („Описание на римския свят“), написано в периода 600 – 610 г. Произведението е написано на гръцки език и изброява градове, селища, крепости и административни единици на Източната Римска империя. Списъкът започва с Италия и се движи обратно на часовниковата стрелка по протежение на Средиземно море, през Африка, Египет, Ориента. Съхраненият списък очевидно е непълен, тъй като Балканите са изпуснати. Описанието е оцеляло под формата на по-късна компилация, направена вероятно през IX век, заедно с други списъци, като Епархисйките списъци. Възможно е компилаторът, който обикновено се смята за арменеца Василий от Ялимбана, да е променил оригиналния текст на Георги Кипърски.

## Издания
- Georgii Cyprii Descriptio Orbis Romani (Lipsiae, 1890), редактор Хайнрих Гелцер

## Цитирана литература
- ((en)) Kazhdan, Alexander (ed) (1991). The Oxford Dictionary of Byzantium. Oxford and New York: Oxford University Press, ISBN 0-19-504652-8, COBISS.BG-ID: 1107246820, https://archive.org/details/odb_20210521/mode/2up
- Donner, Herbert (2000) [1984]. The Representation of Lower Egypt. – Transjordan and Egypt in the Mosaic Map of Madaba, Annual of the Department of Antiquities of Jordan 28 (1984), 254-257. Reprinted by Francyscan Cybersport, www.christusrex.org, Studium Biblicum Franciscanum, December 16, 2000, архив на оригинала от 29 септември 2013, http://www.christusrex.org/www1/ofm/mad/articles/DonnerEgypt.html, посетен на 17 януари 2013

|  | Тази страница частично или изцяло представлява превод на страницата George of Cyprus в Уикипедия на английски. Оригиналният текст, както и този превод, са защитени от Лиценза „Криейтив Комънс – Признание – Споделяне на споделеното“, а за съдържание, създадено преди юни 2009 година – от Лиценза за свободна документация на ГНУ. Прегледайте историята на редакциите на оригиналната страница, както и на преводната страница, за да видите списъка на съавторите. ВАЖНО: Този шаблон се отнася единствено до авторските права върху съдържанието на статията. Добавянето му не отменя изискването да се посочват конкретни източници на твърденията, които да бъдат благонадеждни. |